# Pongrácz Szigfrid
Pongrácz Szigfrid, születési nevén Popper Siegfrid (Brünn, 1872. június 14. – Budapest, 1929. február 6.) magyar szobrász.

## Élete
Popper Adolf és Strakosch Terézia fia. 1890–1896 között Bécsben Hellmer és Zumbusch tanítványa volt. 1894-ben Budapestre költözött és felvette a magyar állampolgárságot. A Műcsarnok 1897-iki tavaszi kiállításán szerepelt először Vízözön című domborművével. A Tréfa című apró finom bronzszobra és Elégia című nagy női aktja a Szépművészeti Múzeumban látható. Sok arcképszobrot is mintázott (Tisza István gróf, Pécsi Erzsi stb.). Az aradi és debreceni Kossuth Lajos-szobrot Margó Edével közösen készítette, 1909-ben. Az 1914-es Munkácsi-szoborpályázaton pályaterve különös figyelemben részesült és a szűkebb pályázatra fölszólított négy művész egyike lett. 1921-ben a Műcsarnok kiállításán elnyerte a Lipótvárosi Kaszinó díját és a Halmos-díjat. Dekoratív szobrokat mintázott a Budavári Palota, az Osztrák–Magyar Bank palotája számára, és a Corvin Áruházat Beck Ö. Fülöppel közösen díszítette, 1922-ben. Több síremléket és háborús emlékművet is készített. Épületdíszítő szobrok mellett síremlékeket és önálló kompozíciókat is mintázott. A Magyar Nemzeti Galéria hat szobrát őrzi (Frédéric Chopin, Salome stb.)

## Magánélete
Házastársa Holub Ilona volt, akit 1900. január 15-én Budapesten, az Erzsébetvárosban vett nőül.